# 共产国际第一次代表大会
共产国际第一次代表大会是由苏俄于1919年3月2日—6日在莫斯科克里姆林宫元老院召开，各国共产主义、革命社会主义政党参加的代表大会。此次大会成立了有来自北美洲、欧洲、亚洲20多个国家的51名代表参加，成立了由苏俄主导的共产国际和共产国际执行委员会。旅俄华工联合会成员刘泽荣和张永奎以“中国社会主义工人党”名义出席。同月18日至23日举行了俄国共产党（布尔什维克）第八次代表大会。

## 参加者
- 俄国共产党（布尔什维克）
- 中国社会主义工人党
- 德国斯巴达克同盟
- 德意志-奥地利共产党
- 匈牙利国共产党
- 芬兰共产党
- 波兰共产主义工人党
- 爱沙尼亚共产党
- 拉脱维亚共产党
- 立陶宛共产党
- 白俄罗斯共产党（布尔什维克）
- 乌克兰共产党（布尔什维克）
- 捷克社会民主党革命派
- 保加利亚社会民主工党（紧密派社会主义者）
- 罗马尼亚社会党
- 塞尔维亚社会民主党左翼
- 瑞典社会民主左翼党
- 挪威工党
- 为了丹麦，阶级斗争团体
- 荷兰共产党
- 比利时工党革命派
- 法国社会主义和工团主义运动中的团体和组织
- 瑞士社会民主党左翼
- 意大利社会党
- 西班牙工人社会党革命派
- 葡萄牙社会党革命派
- 英国社会主义党派
- 英国社会主义工党
- 英国世界产业工人联盟
- 爱尔兰工人组织革命派
- 英国工会代表革命派
- 美国社会主义劳工党
- 美国社会党左翼
- 美国世界产业工人联盟
- 澳大利亚世界产业工人联盟
- 美国工人国际产业联盟
- 东京和横滨的社会主义团体
- 社会主义青年国际[1]
- 国际社会主义委员会